# Фоминская (Вельский район)
Фоминская — деревня в Вельском районе Архангельской области. Входит в состав муниципального образования «Липовское».

## География
Деревня расположена в 91,5 километрах на северо-запад от Вельска, на правом берегу реки Пуя, притоке Ваги. Ближайшие населённые пункты: на севере село Павловское и деревня Андричевская.
Часовой пояс
Фоминская, как и вся Архангельская область, находится в часовой зоне МСК (московское время). Смещение применяемого времени относительно UTC составляет +3:00.

## Население
| 2002 | 2010 | 2012 | 2014 |
| ---- | ---- | ---- | ---- |
| 4    | ↗7   | ↘4   | →4   |

## История
Указана в «Списке населённых мест по сведениям 1859 года» в составе Шенкурского уезда Архангельской губернии под номером «2099» как «Фоминская (Заяцовская)». Насчитывала 4 двора, 17 жителей мужского пола и 25 женского.
В «Списке населенных мест Архангельской губернии на 1 мая 1922 года» в деревне уже 20 дворов, 32 мужчины и 61 женщина.  